# 里奧格蘭德縣

玫瑰色為里奧格蘭德縣

里奧格蘭德縣（西班牙語：Departamento Río Grande），是阿根廷的縣份，位於該國南部火地省，首府設於里奧格蘭德，面積12,181平方公里，2010年人口70,042，人口密度每平方公里5.7人。